# Helmond Brouwhuis vasútállomás
Helmond Brouwhuis vasútállomás Hollandiában, Helmond város Brouwhuis városrészében.

## Vasútvonalak
Az állomást az alábbi vasútvonalak érintik:
- Venlo–Eindhoven-vasútvonal

## Kapcsolódó állomások
A vasútállomáshoz az alábbi állomások vannak a legközelebb:
- Helmond vasútállomás (nyugat)
- Deurne vasútállomás (kelet)